# 瓜达尔
瓜达尔位于巴基斯坦西南沿海，靠近波斯湾的霍尔木兹海峡，在盛产石油的中东地区，人口稠密的南亚和新兴经济和资源丰富的中亚地区之间。
一帶一路旗艦項目之一瓜达尔港的修建，预计会带来数十亿美元的收入，创造2万个就业岗位。目前有一新興建的港口，可以連通南亞及西亞。
《郑和航海图》第二十一图中的克瓦塔儿就是今天的瓜德尔。

## 历史
18世纪统治当地的喀拉特汗国把这个地方赠给阿曼帝國，在1958年巴基斯坦重新买回。